# Lophoceros nasutus
El toco piquinegro (Lophoceros nasutus) es una especie de ave bucerotiforme de la familia Bucerotidae, ampliamente distribuida por las sabanas del África subsahariana y del suroeste de Arabia.

## Subespecies
Se reconocen dos subespecies:
- Lophoceros nasutus nasutus (= L. n. forskali) (Linnaeus, 1766) - de Senegambia a Etiopía, Kenia y Uganda; península arábiga.
- Lophoceros nasutus epirhinus (= L. n. dorsalis) (Sundevall, 1850) - del sur de Uganda y sureste de Kenia al norte de Sudáfrica.